# Krížovany
Krížovany est un village de Slovaquie situé dans la région de Prešov.

## Histoire
Première mention écrite du village en 1318.

## Démographie

### Évolution de la population
| Année:               | 1994. | 2004.   | 2014.   | 2024. |
| -------------------- | ----- | ------- | ------- | ----- |
| Nombre de personnes: | 383   | 363     | 380     | 342   |
| Différence:          |       | -5,22 % | +4,68 % | -10 % |

| Année:               | 2023. | 2024.   |
| -------------------- | ----- | ------- |
| Nombre de personnes: | 341   | 342     |
| Différence:          |       | +0,29 % |